# Saint-Genis-de-Saintonge
Saint-Genis-de-Saintonge è un comune francese di 1 294 abitanti situato nel dipartimento della Charente Marittima nella regione della Nuova Aquitania.
Il territorio comunale ospita le sorgenti del fiume Seudre.

## Società

### Evoluzione demografica
Abitanti censiti

## Galleria d'immagini

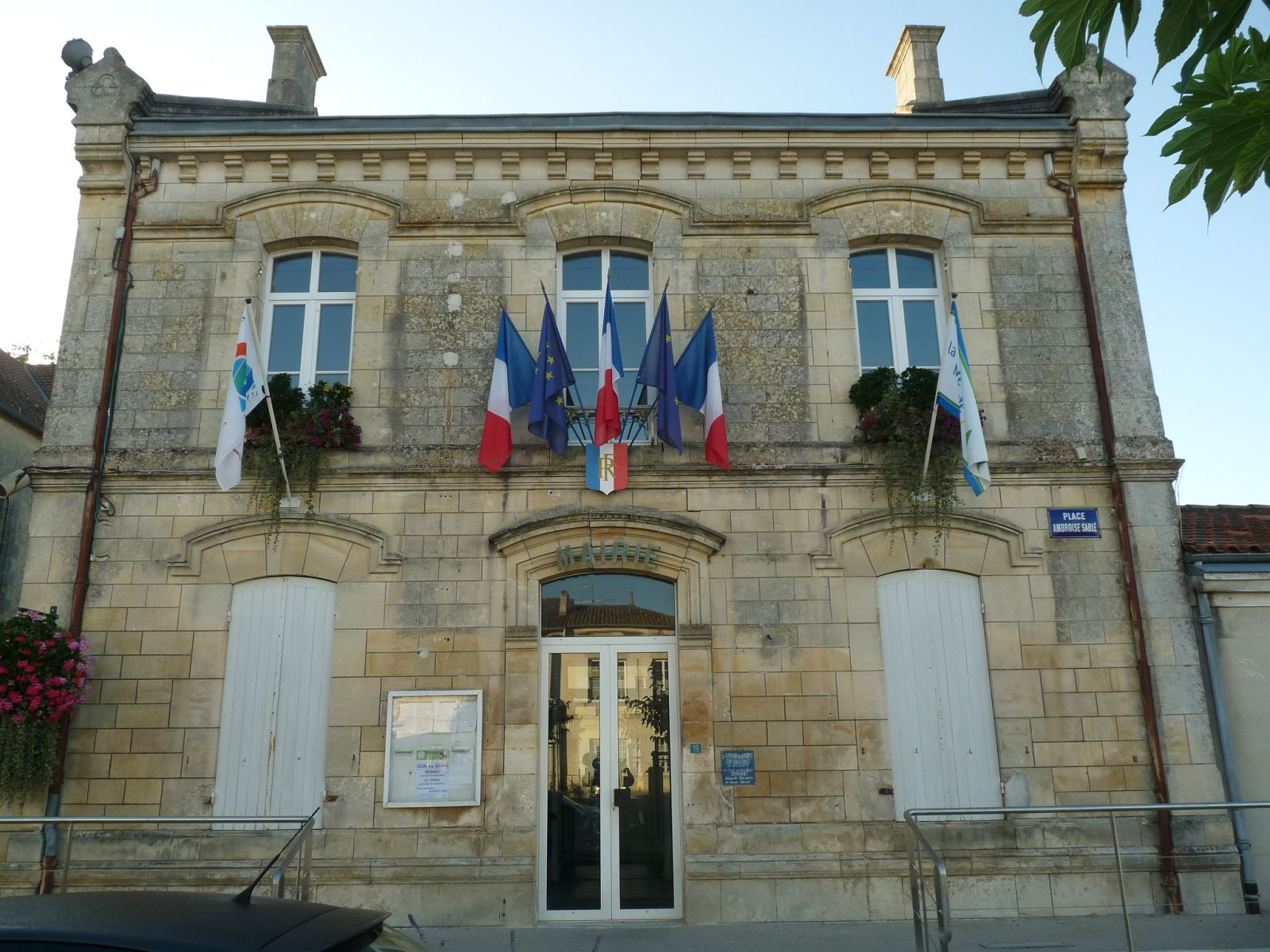
La facciata del municipio
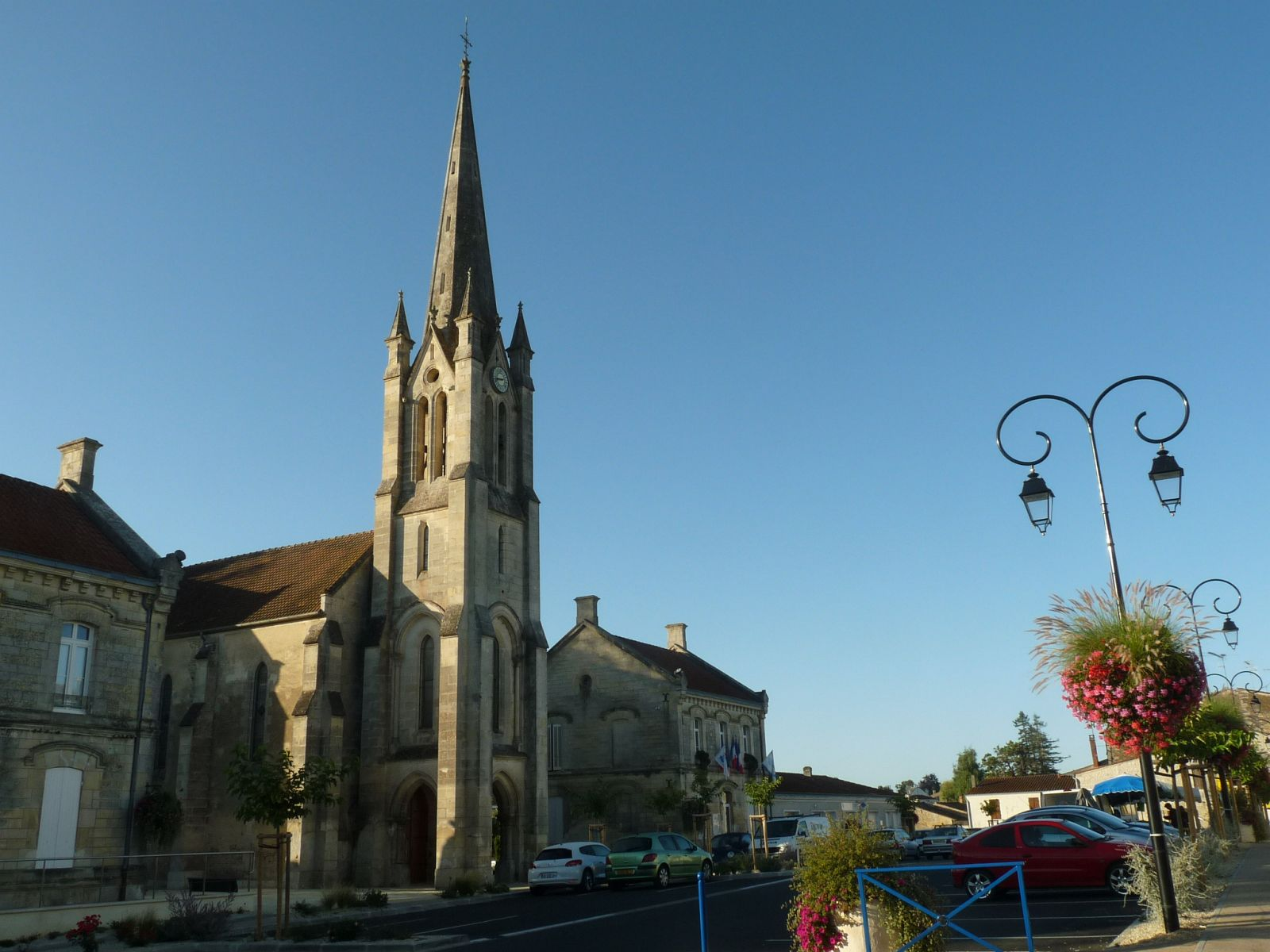
Il centro di Saint-Genis-de-Saintonge
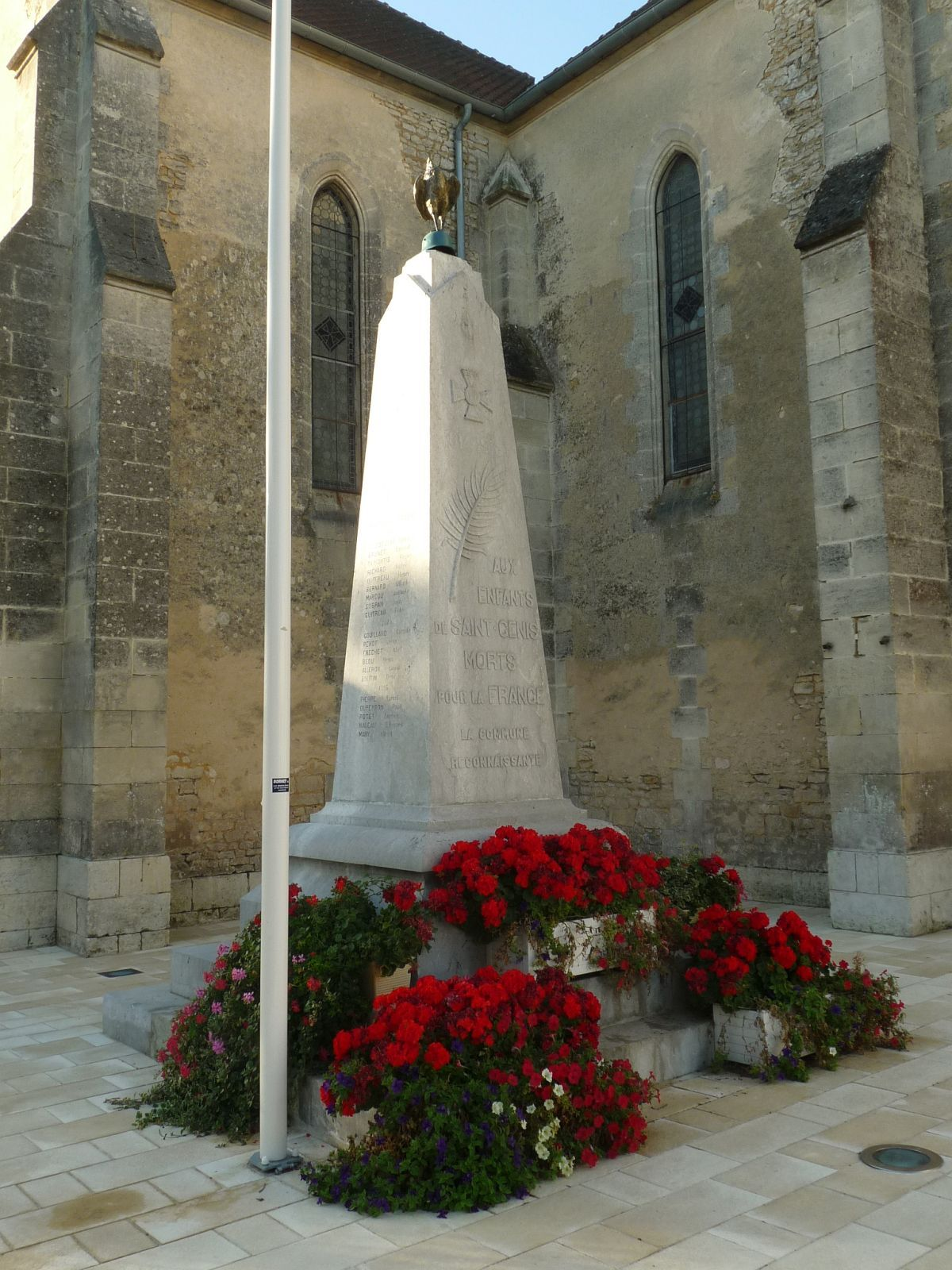
Il monumento ai caduti
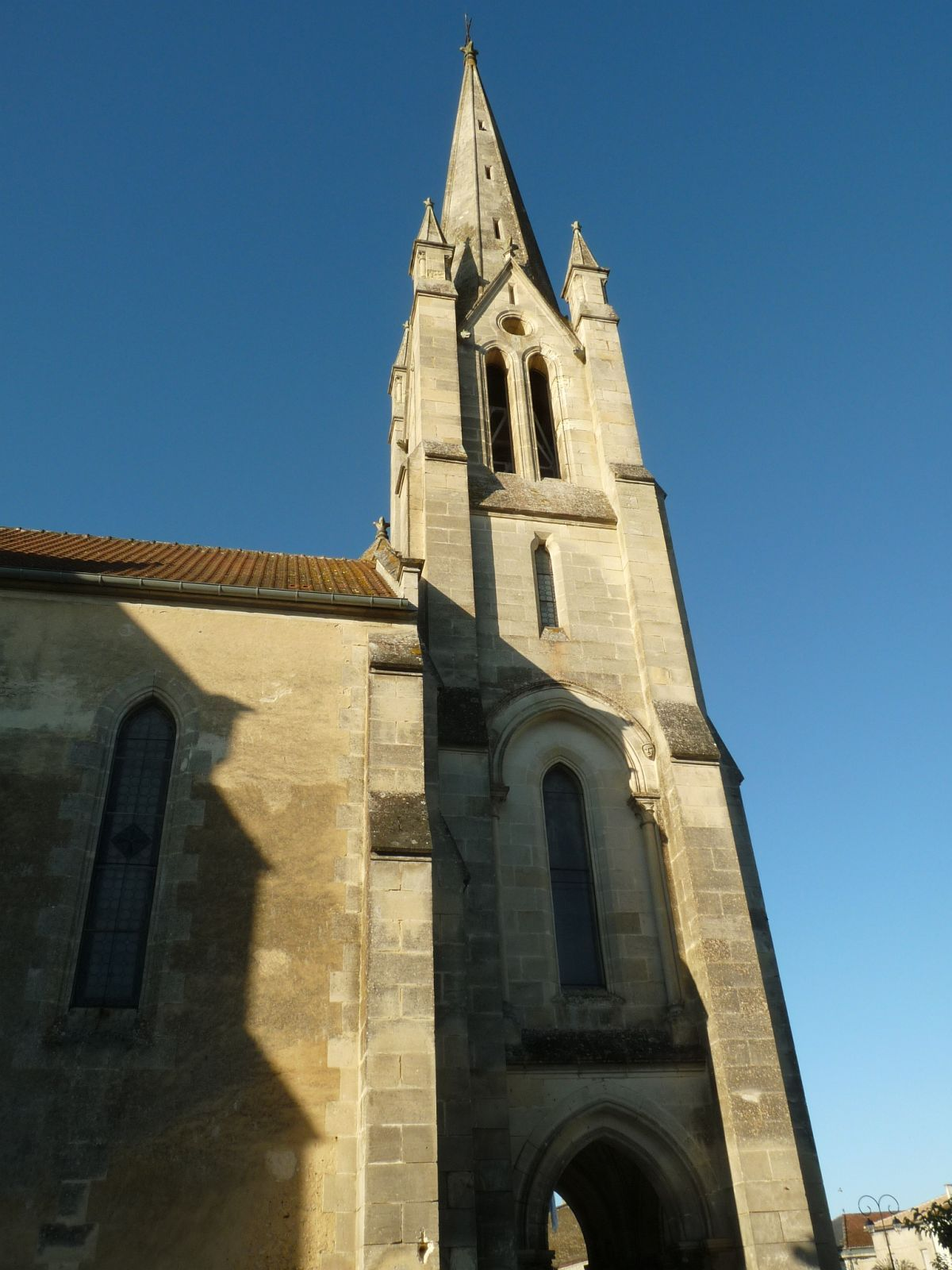
La chiesa in stile neogotico